# Tobias Dantzig
Tobias Dantzig (né le 9 février 1884 à Shavli, en Lithuanie – mort le 9 août 1956 à Los Angeles) est un essayiste et historien des mathématiques américain.

## Biographie
Il grandit à Lützen et partit étudier les mathématiques à la Sorbonne, où il suivit les cours d'Henri Poincaré, Paul Lévy, Jacques Hadamard et Joseph Boussinesq. De cet enseignement, il se forgea la conviction, qu'il conserva toute sa vie, que les mathématiques ne s'apprennent valablement qu'au contact direct des œuvres des auteurs. À la Faculté des sciences, il avait fait la connaissance d'une étudiante, Anna Urysohn, qu'il épousa. Le couple émigra aux États-Unis en 1910. Un frère de Tobias Dantzig, Jacob (1891-1942), mourut en déportation ; son frère Naftali et sa sœur Emma vivaient à Moscou.
Tobias Dantzig exerça divers métiers dans l'Oregon : bûcheron, terrassier et peintre en bâtiment, avant de reprendre des études à l'instigation d'un professeur du Reed College, le mathématicien Frank Griffin. Enseignant chercheur à l'Université de l'Indiana à Bloomington, où il soutint sa thèse en 1917,, il donna des conférences à l'Université Johns Hopkins et à l'Université Columbia, puis travailla 6 ans dans l'industrie. Recruté par l'Université du Maryland en 1926, il obtint une chaire de mathématiques en 1932 et y enseigna pendant 30 ans.
À travers différents essais, il s'efforça de mettre les mathématiques à la portée du plus grand nombre.

## Écrits
- Le nombre - Langage de la science [« Number: The Language of Science »]  (trad. colonel Georges Cros), 1930 (réimpr. Libr. Payot, 1931 ; réimpr. Albert Blanchard, 1974)[5];
- « À la recherche de l'absolu » (1946, traduit de l'anglais par André Caffi), éd. Hermann & Cie,Paris - 1946, 366 pages
- Aspects of Science (1937)
- Henri Poincaré, Critic of Crisis: Reflections on His Universe of Discourse (1954)
- The Bequest of the Greeks (1955);